# Leptocylindraceae
Famille
Les Leptocylindraceae sont une famille d'algues de l'embranchement des Bacillariophyta (Diatomées), de la classe des Mediophyceae et de l’ordre des Chaetocerotales.

## Étymologie
Le nom de la famille vient du genre type Leptocylindrus, dérivé du grec λεπτός / leptós, mince, et κυλίνδω / kylíndo, rouler (d'où la forme cylindrique), en référence à la forme de la diatomée.

## Description
Le genre type Leptocylindrus se présente comme suit : « Cellules cylindriques allongées. Coquilles circulaires, sans structure. Ceinture hyaline, sans écaille ni anneau ». 

## Liste des genres
Selon AlgaeBase (3 juillet 2022) :
- Leptocylindrus P.T. Cleve in C.G.J. Petersen, 1889
- Tenuicylindrus D.Nanjappa & A.Zingone, 2013

## Systématique
Le nom correct complet (avec auteur) de ce taxon est Leptocylindraceae Lebour, 1930.
World Register of Marine Species (3 juillet 2022) classe cette famille dans la classe des Coscinodiscophyceae et l'ordre des Leptocylindrales.